# Gobionotothen gibberifrons
Gobionotothen gibberifrons és una espècie de peix pertanyent a la família dels nototènids.

## Descripció
- Pot arribar a fer 55 cm de llargària màxima (normalment, en fa 40).
- La part superior del cap i de la resta del cos presenta taques distribuïdes de forma irregular.
- Els exemplars juvenils tenen franges transversals i irregulars.
- 6-8 espines i 31-34 radis tous a l'aleta dorsal i 31-34 radis tous a l'anal.[6][7][8][9]

## Alimentació
Menja eufausiacis (un 5,20% de la seua dieta), amfípodes (5,80%), tunicats i esponges de mar (8,20%), gastròpodes (15,70%), isòpodes (1,70%), equiürs (5,90%), poliquets (52,60%) i gambes (4,90%).

## Depredadors
És depredat per l'ós marí antàrtic (Arctocephalus gazella); a les illes Shetland del Sud per Notothenia rossii i el corb marí imperial (Phalacrocorax atriceps) i, a l'Antàrtida, per Chaenocephalus aceratus i Pseudochaenichthys georgianus.

## Hàbitat
És un peix d'aigua marina, demersal i de clima polar (53°S-67°S, 75°W-75°E) que viu entre 6 i 429 m de fondària.

## Distribució geogràfica
Es troba a l'oceà Antàrtic (la dorsal del Scotia i les illes Heard) i l'Atlàntic sud (a prop del sud de les illes Shetland del Sud, Òrcades del Sud i Sandwich del Sud i, també, a prop de l'illa de Geòrgia del Sud.

## Observacions
És inofensiu per als humans.